# 1890-е

## Догађаји и трендови
- 1890. — рођен Хо Ши Мин, вијетнамски политичар.
- 1890. — рођен Двајт Дејвид Ајзенхауер, амерички генерал и државник.
- 1890. — рођен Божидар Аџија, југословенски политичар.
- 1891. — основано Српско геолошко друштво.
- 1891. — Загреб добио први трамвај са коњском вучом.
- 1891. — рођен Карл Дениц, немачки адмирал.
- 1891. — рођен Ервин Ромел, њемачки генерал.
- 1892. — потписан Француско-руски савез, један од уговора који је водио настанку Антанте.
- 1892. — у Београду пуштен у рад први трамвај са коњском вучом.
- 1892. — рођен Јосип Броз Тито, југословенски државник и доживотни предсједник СФРЈ.
- 1894. — започео је Први кинеско-јапански рат, који је завршио поразом Кине сљедеће године. Кина препушта Тајван Јапану и гарантује да ће Јапан имати одријешене руке у Кореји.
- 1894. — рођен Гаврило Принцип.
- 1894. — рођен Сергеј Владимирович Иљушин, руски генерал и конструктор авиона.
- 1895. — започео је Први италијанско-етиопски рат, који је завршио годину дана послије поразом Италије.
- 1895. — умро Фридрих Енгелс, немачки социолог, филозоф и револуционар.
- 1896. — одржане прве модерне Олимпијске игре у Атини.
- 1896. — почео је и завршио се најкраћи рат у историји ратовања — Англо-занзибарски рат.
- 1897. — успостављено је краткотрајно Корејско царство, које је трајало до 1910.
- 1898. — након Шпанско-америчког рата САД преузимају контролу над Кубом, Порториком и Филипинима.
- 1898. — започео је Боксерски устанак у Кини.
- 1898. — започео је Хиљадудневни рат у Колумбији између либерала и конзервативациа, који ће одвести до отцјепљења Панаме 1903.
- 1898. — рођена Голда Меир, израелска премијерка.
- 1898. — умро Ото фон Бизмарк, њемачки државник.
- 1899. — започео је Други бурски рат
- 1899. — започео је Филипинско-амерички рат.
- 1899. — Опел започео с производњом аутомобила.
- 1899. — Бајер региструје аспирин.
- 1899. — рођен Лаврентиј Берија, совјетски политичар.

## Наука
- 1890. — рођен Александар Соловјев, руски историчар и српски научник.
- 1890. — рођен Александар М. Леко, српски хемичар.
- 1892. — откривен Јупитеров сателит Амалтеу
- 1892. — рођен Синиша Станковић, српски биолог.
- 1892. — рођен Луј де Брољ, француски физичар.
- 1892. — умро Вернер фон Сименс, њемачки електротехничар и изумитељ.
- 1894. — откривен је аргон.
- 1894. — умро Хајнрих Херц, њемачки физичар.
- 1895. — умро Луј Пастер француски биолог и хемичар.
- 1895. — Вилхелм Конрад Рендген открио рендгенске зраке.
- 1895. — откривено је да хелијум постоји и на Земљи.
- 1896. — откривени су неон, криптон, и ксенон.
- 1896. — Анри Бекерел открио радиоактивност.
- 1896. — умро Алфред Нобел, шведски хемичар, проналазач, филантроп, миротворац, космополит и индустријалац.
- 1898. — откривени су полонијум и радијум.

## Култура
- 1890. — рођена Агата Кристи, енглеска књижевница.
- 1890. — умро Винсент ван Гог, низоземско-фламански сликар.
- 1890. — умро Иван Мажуранић, хрватски пјесник, лингвист и политичар.
- 1891. — рођен Макс Ернст, немачки сликар.
- 1891. — рођен Илка Ваште, словеначка књижевница.
- 1891. — рођен Тин Ујевић, хрватски књижевник.
- 1891. — рођен Милан Будимир, српски класични филолог.
- 1891. — рођен Милан Вујаклија, српски писац-лексикограф.
- 1891. — рођен Хенри Милер, амерички књижевник.
- 1892. — рођен Иво Андрић.
- 1893. — рођен Милош Црњански српски писац.
- 1893. — рођен Мирослав Крлежа, хрватски књижевник.
- 1893. — рођен Аугуст Цесарец, хрватски књижевник .
- 1894. — рођен Алдо Хаксли, енглески књижевник.
- 1895. — Херберт Џорџ Велс објавио књигу Временска машина.
- 1895. — рођен Сергеј Јесењин, руски пјесник.
- 1898. — рођена Десанка Максимовић, српска песникиња.
- 1898. — рођен Бертолт Брехт, немачки књижевник.
- 1898. — Херберт Џорџ Велс објавио књигу Рат светова.
- 1899. — Антон Чехов објавио Ујка Вању.
- 1899. — рођен Владимир Набоков, руски књижевник.

### Музика
- 1891. — рођен Сергеј Сергејевич Прокофјев, руски композитор.
- 1893. — умро Петар Иљич Чајковски, руски композитор.